# Nickel(II) bromat
Nickel(II) bromat là một hợp chất vô cơ, là muối của nickel và acid bromic có công thức Ni(BrO3)2, tan trong nước, tạo thành tinh thể màu xanh lục ngậm nước.

## Điều chế
Phản ứng trao đổi của nickel(II) sunfat và bari bromat sẽ tạo ra muối:
{\displaystyle {\mathsf {NiSO_{4}+Ba(BrO_{3})_{2}\ \xrightarrow {} \ Ni(BrO_{3})_{2}+BaSO_{4}\downarrow }}}

## Tính chất vật lý
Nickel(II) bromat tạo thành tinh thể.
Nó hòa tan trong nước.
Nó tạo thành hexahydrat Ni(BrO3)2·6H2O – tinh thể màu xanh lục thuộc hệ tinh thể lập phương, nhóm không gian P a3, các hằng số mạng tinh thể a = 1,02987 nm, Z = 4.

## Hợp chất khác
Ni(BrO3)2 còn tạo một số hợp chất với NH3, như Ni(BrO3)2·2NH3 là bột/tinh thể màu lục lam hay Ni(BrO3)2·6NH3 là tinh thể màu tím nhạt không ổn định, D = 1,99 g/cm³, sẽ nổ nếu đun nóng đến 190–196 °C (374–385 °F; 463–469 K) hoặc thả rơi hợp chất từ độ cao 5,4 cm.